# Єрмаки (Молодечненський район)
Єрмаки (біл. вёска Ермакі) — село в складі Молодечненського району Мінської області, Білорусь. Село підпорядковане Холхлівській сільській раді, розташоване в західній частині області.

## Історія
У 1921–1945 роках село знаходилось у Польщі, у Вільнюській воєводстві, Вілейського повіту, c 1927 Молодечненського повіту гміні Гарадок.

## Населення
- 1866 рік - 46 люди, 6 будинки[1]
- 1921 рік - 140 люди, 27 будинки[2].
- 1931 рік - 137 люди, 27 будинки[3].